# Ogopogo
Ogopogo je naziv za morsku neman za koju se pretpostavlja da živi u jezeru Okanagan u Kanadi. Kao i rođak mu - Nessie iz jezera Loch Ness u Škotskoj - Ogopogo je danas nerazriješeni misterij, iako kriptozoolozi traže načine kako bi mu uspjeli ući u trag.

## Susreti s Ogopogom
Još su Indijanci Okanakane vjerovali da u jezeru postoji čudovište, kojeg su zvali N´ha-a-itk, a vjerovali su da živi u spilji uz otok Rattlesnake. Kada su kanuom prelazili jezero, nosili bi sa sobom psa ili pile, kako bi ga žrtvovali čudovištu i bez opasnosti proslijedili dalje. Prva bjelačka viđenja Ogopoga potječu još iz vremena kolonizacije područja od strane europskih doseljenika a najuvjerljiviji susret s njim doživjela je grupa ljudi 1926. godine prilikom odmora na Okanaganskoj plaži. Svi su izjavili da su vidjeli neobično biće u jezerskoj vodi. Čak je i Bobby Carter, tada urednik kanadskih novina Vancouver Sun, napisao: 
Prvi film koji je uspio koliko-toliko dokumentirati neman naziva se još i Folden Film, a snimio ga je, 1968. godine, Art Folden iz Chasea u Britanskoj Kolumbiji. Snimljen s brda iznad jezera, film prikazuje tamni objekt koji se lagano kreće ispod površine jezera blizu obale. Film je u međuvremenu pročišćen i povećan te se pokazalo da se na njemu uistinu nalazi nekakvo reptilsko morsko stvorenje dugačko nekih dvadesetak metara.
Godine 1975. izvjesni je Ed Fletcher s kćerkom Diane i suputnikom pratio motornim čamcem nekakvo neobično stvorenje i snimio pet fotografija.
Ogopogo je ponovo snimljen 1989. godine od strane prodavača automobila Kena Chaplina. Ken Chaplin i njegov otac Clem Chaplin su bili na jezeru i razgovarali o nemani kada su ugledali zmijoliko stvorenje kako pliva u jezeru. Životinja je viđena čak i kako udara repom te izaziva valove. Neki vjeruju da je životinja koju su Chaplinovi ugledali običan dabar, ali Ken i danas tvrdi da je tipičan dabar dugačak samo 1.2 metra, a zmijoliko stvorenje je bilo dugačko barem 4.6 metara. Par tjedana poslije Ken je došao na jezero s ocem i kćerkom te ponovo snimio stvorenje.
Britanski zoolog Dr. Karl Shuker sugerirao je da bi životinja mogla biti slična basilosaurusu, neki kažu da bi mogao spadati u kategoriju kečiga, a pretpostavlja se i da je Ogopogo plesiosaur, reptil iz ere Mezozoika, koji je sve do danas ostao zarobljen u jezeru Okanagan.

## Potraga za Ogopogom
Godine 1999. Bill Steciuk okupio je tim entuzijasta i istraživača (Len G. Melnyk, Neal Klose, Tara Lechasseur i Jay Sinclair) koji su imali zadatak naći misteriozno zmijoliko stvorenje. Ekspedicije su izvršene u kolovozu 2000. i 2001. godine dok je treća ekspedicija (zakazana za kolovoz 2003.) obustavljena zbog požara u Nacionalnom parku Okanagan. Uz vrhunsku opremu i mnogo truda ekspedicija na jezeru nije našla Ogopoga, ali nije bila ni potpuni promašaj. Nekoliko puta radar je uhvatio objekt nalik na morsku životinju duljine 15 metara kako se brzo kreće kroz jezero. Bill Steciuk najavio je da ne odustaje od lova na Ogopogo i da će u budućnosti organizirati nove ekspedicije.
Uz Steciuka i drugi su se odvažili tražiti misteriozno čudovište. Televizijska postaja History Channel je sa svojom ekipom sredinom 2008. godine organizirano krenula u potragu za tim misterioznim bićem. Ogopoga su tražili ronioci opremljeni termovizijskim kamerama, te su ga također probali snimiti i iz zraka. Akcija je trajala do 9. studenog 2008., ali na žalost Ogopogo nije pronađen.

## Kulturni utjecaj
1990. godine u Kanadi je izdana poštanska marka s Ogopogom.
Ogopogo je bio maskota i kodni naziv za Microsoftov Publisher 97.
2005. godine na Novom Zelandu je snimljen film inspiriran Ogopogom. Trebao je biti nazvan jednostavno "Ogopogo" ali su Aboridžini protestirali jer su smatrali da se korištenjem toga naziva ugrožava njihova religija. Film je tako završio s naslovom "Mee-Shee: Vodeni Div".
2006. godine garage rock sastav Curious Hands izdaje album naziva "Sea Monster". Jedna od pjesama na albumu zove se Ogopogo a na coveru se nalazi opis nepoznatog morskog čudovišta.
U Kanadi se ime Ogopogo koristilo za nazive brodova i kanua. Poznat je i sudski slučaj vezan uz to ime; sudski slučaj Horsley vs. MacLaren.
Opopogo je i ime nadjenuto nekolicini čudovišta u različitim RPG PC igrama.